# Nobiltà mongola
La Nobiltà mongola (язгууртан yazgurtan o сурвалжтан survaljtan in mongolo) sorse tra il X ed il XII secolo, divenendo prominente nella società mongola nel XIII secolo, governando essenzialmente la Mongolia sino al XX secolo.
La parola mongola per nobiltà, yazgurtan, deriva da yazgur che significa "strada".

## Impero mongolo (1206–1368) e dinastia Yuan (1271–1368)

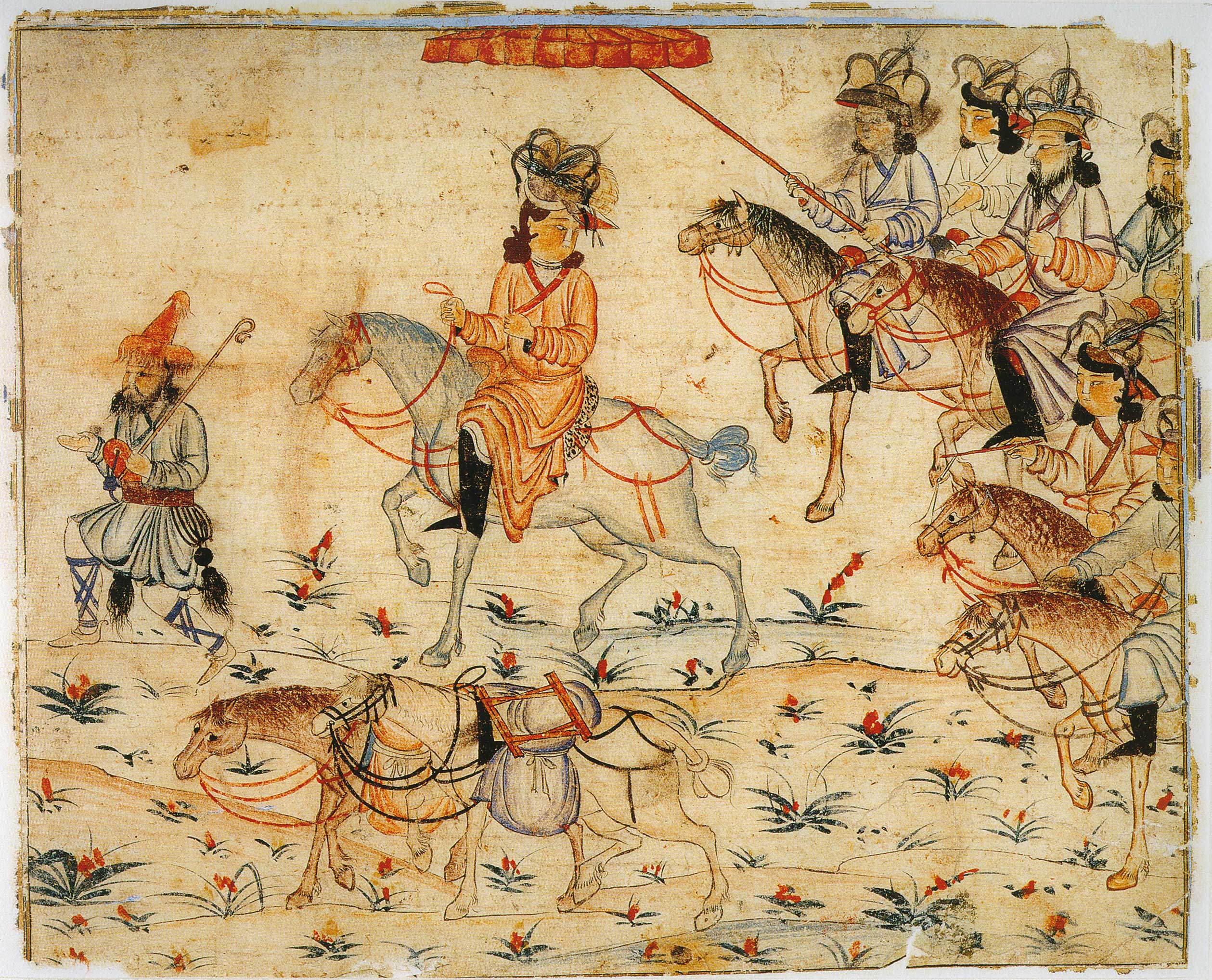
Un governante mongolo su una via dell'impero. Illustrazione del Jami' al-tawarikh di Rashid al-Din.

### Titoli nobiliari
- Khaan (Khagan, in mongolo: ᠬᠠᠭᠠᠨ; in cinese: 大汗), il supremo regnante dell'Impero mongolo.
- Noyon (in mongolo: ᠨᠣᠶᠠᠨ; in cinese: 國王), letteralmente "Re dello Stato", governante di uno stato tributario o vassallo dell'Impero mongolo.
- Jinong (in mongolo: ᠵᠢᠨᠤᠩ; in cinese: 濟農), letteralmente "Principe della Corona", l'erede apparente del Gran Khaan. Durante la dinastia Yuan, il Jinong risiedette a Karakorum e qui presiedeva agli eventi cerimoniali nazionali.
- Khan Khuu (in mongolo: ᠬᠠᠨ ᠬᠦᠦ; in cinese: 王子), letteralmente "Principe".
- Mirza (米爾扎), termine persiano per "Principe".

### Ranghi militari
- Tumetu-iin Noyan (萬戶長), letteralmente "Comandante di un Tumen". Un tumen era un'unità militare di 10.000 uomini. Inizialmente vi erano solo nove tümen nell'Impero mongolo del 1206, ma dal 1368 aumentarono a 40.
- Mingghan-u Noyan (千戶長), letteralmente "Comandante di un Minghaan". Un minghan era un'unità militare di 1.000 uomini.
- Jagutu-iin Darga (百戶長), letteralmente  "Comandante di un Zuut". Un zuut era un'unità militare di 100 uomini.
- Arban-u Darga (十戶長), letteralmente "Comandante di un Aravt". Un aravt era un'unità militare di 10 uomini.
- Cherbi (扯兒必), titolo per un comandante di Kheshig.
- Bey (貝伊), titolo turco che significa "Capitano".

### Titoli femminili
- Khatun (in mongolo: ᠬᠠᠲᠤᠨ; in cinese 可敦), letteralmente "Imperatrice" o "Regina".
- Begum (貝古姆), termine turco usato per riferirsi alla moglie o alla figlia di un bey.
- Gonji (in mongolo: ᠭᠦᠩᠵᠦ; in cinese: 公主), riferito a una principessa od a una nobildonna.
- Behi, riferito a una nobildonna.

## Dinastia Yuan del nord (1368–1635)

### Titoli nobiliari
- Khaan (Khagan; 可汗), supremo governante dell'Impero Yuan del nord.
- Khan (汗), titolo per un signore feudale mongolo. Dalla metà del XVI secolo, vi fu un gran numero di khan in Mongolia come signori feudali locali. Si noti che questo termine khan è differente dal khaan; khaan era riservato unicamente al comandante supremo.
- Jinong (in mongolo: ᠵᠢᠨᠤᠩ; in cinese: 濟農), il principe della corona ed erede apparente del Khaan. Residente nella regione della Mongolia interna. Dal XV secolo, il titolo divenne un titolo ereditario e non venne più riservato esclusivamente all'erede apparente del Khaan.
- Khong Tayiji (in mongolo: ᠬᠤᠨ ᠲᠠᠶᠢᠵᠢ; in cinese: 渾台吉), originato dal termine cinese huangtaizi (皇太子; "Principe della Corona Imperiale"). Venne usato per riferirsi a un discendenti di Gengis Khan con un proprio feudo.
- Taiji (in mongolo: ᠲᠠᠶᠢᠵ; in cinese: 台吉), titolo per un discendente di Genghis Khan.
- Wang (王), titolo per un discendente di Qasar o genericamente per un discendente di uno dei fratelli di Genghis Khan con un proprio feudo.
- Taishi (in mongolo: ᠲᠠᠢᠱᠢ; in cinese: 太師), titolo per un nobile non discendente di Borjigit con un proprio feudo. Tra questi nobili erano inclusi i discendenti di Tumetu-iin Noyans.

### Titoli femminili
- Taihu, consorte del Khaan'.
- Khatun (可敦), riferito a una regina consorte o a una nobildonna di eguale status.
- Gonji (公主), riferito a una principessa o a una nobildonna di eguale status.
- Behichi (Beiji), riferito a una regina consorte o a una nobildonna di eguale status.

### Titoli non nobiliari
- Sain humun (in mongolo: ᠰᠠᠶᠢᠨ ᠬᠦᠮᠦᠨ), letteralmente "buon uomo", riferito a una persona ricca.
- Dund humun (in mongolo: ᠳᠤᠮᠳᠠ ᠬᠦᠮᠦᠨ), letteralmente "medio uomo"
- Magu humun (in mongolo: ᠮᠠᠭᠤ ᠬᠦᠮᠦᠨ), letteralmente "cattivo uomo", riferito a una persona povera.
- Hitad humun (in mongolo: ᠬᠢᠲᠠᠳ ᠬᠦᠮᠦᠨ), letteralmente "uomo cinese", riferito ad uno schiavo.

## Dinastia Qing (1691–1911) e Khaganato Bogd (1911–1924)

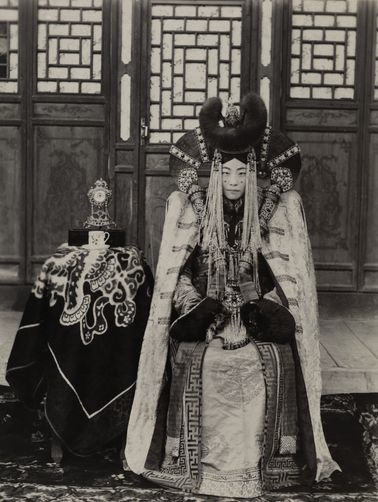
Una nobildonna Khalkha mongola (c. 1908)

### Titoli nobiliari
- Khan (汗), riferito a un signore di un hoshun. Si noti come tutti questi titoli fossero inferiori a quello di Khaan o Khagan usato in tempi antichi. Tra i Mongoli Khalkha, quattro erano i khan: Tushietu Khan, Zasagtu Khan, Secen Khan e Sain Noyan Khan. Nella regione di Kobdo, vi erano due khan: Tögs Hülüg Dalai Khan e Ünen Zorigtu Khan. Malgrado l'associazione di quattro aimags con questi titoli, il potere dei khan' era ristretto solamente al loro hoshun. Un khan poteva comunicare con l'imperatore come qualsiasi altro signore di un hoshun.
- Ashan-i hafan (男爵; equivalente di barone), titolo speciale concesso agli stranieri (ad esempio a Alexander Zanzer I) durante il regno di Bogd Khan. Il barone riceveva una rendita annuale di 3.500 taels d'argento e 60 rotoli di seta.

I seguenti sei titoli erano i medesimi usati anche dalla nobiltà manciù. Tali titoli erano solitamente ereditari, ed erano decorati con altri titoli per allungarli in segno di prestigio (ad esempio Khorchin Jasagh Darhan Chin-Wang 科爾沁扎薩克達爾罕親王) per indicare un nobile di un hoshun.
- Chin Wang (親王), riferito a un signore di un hoshun. Un chin wang aveva una rendita annuale di 2.600 taels d'argento e 40 rotoli di seta, oltre a 60 schiavi.
- Giyün Wang (郡王), riferito a un signore di un hoshun. Un giyün wang aveva una rendita annuale di 1.200-2.000 taels d'argento e 15-25 rotoli di seta, oltre a 50 schiavi.
- Beile (貝勒), riferito a un signore di un hoshun. Un beile aveva una rendita annuale di 600 taels d'argento e 13 rotoli di seta, oltre a 40 schiavi.
- Beis (貝子), riferito a un signore di un hoshun. Un beis aveva una rendita annuale di 500 taels d'argento e 10 rotoli di seta.
- Tushiye Gong (鎮國公), riferito a un signore di un hoshun. Un tushiye gong aveva una rendita annuale di 300 taels d'argento e 9 rotoli di seta.
- Tusalagchi Gong (輔國公), riferito a un signore di un hoshun. Un tusalagchi gong aveva una rendita annuale di 200 taels d'argento e 7 rotoli di seta.

- Hohi Taiji (台吉) riferito a un mongolo nobile che non aveva nessuno dei titoli sopra elencati. Essi erano divisi a loro volta in quattro ranghi:
  - Terigun Zereg-un Taiji (一等台吉), I rango hohi taiji che era eleggibile per una signoria ereditaria su un hoshun. Aveva una rendita annuale di 100 taels d'argento e 4 rotoli di seta.
  - Ded Zereg-un Taiji (二等台吉), II rango hohi taiji che era eleggibile per una signoria ereditaria su un hoshun. Aveva una rendita annuale di 90 taels d'argento e 3 rotoli di seta.
  - Gutagaar Zereg-un Taiji (三等台吉), III rango hohi taiji.
  - Dötugeer Zereg-un Taiji (四等台吉), IV rango hohi taiji aveva una rendita annuale di 40 taels d'argento e 4 schiavi.

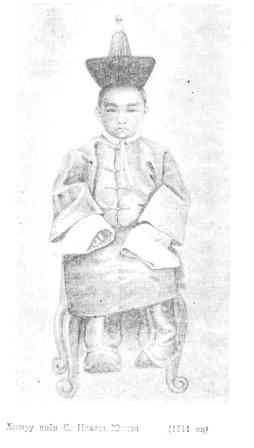
Un bambino nobile mongolo nel 1914

### Titoli generici
Oltre ai ranghi descritti, i nobili erano divisi in due tipologie:
- Töröl Taiji (letteralmente "nobili imparentati"), membri dell' 'Altan Urug' e discendenti di Genghis Khan.
- Khariyatu Taiji (letteralmente "nobili sudditi"), discendenti di Qasar, Belgutei e degli altri fratelli di Genghis Khan, o di Tooril Khan e Tumetu-iin Noyan.

Altri titoli per riferirsi alla nobiltà mongola erano:
- A-ge (阿哥), per il figlio di una famiglia nobile.
- Tabunang (塔布囊), per il genero di una famiglia nobile.

### Titoli non nobiliari
- Soumon Albatu, riferito in generale a uno schiavo
- Hamjilga, riferito a uno schiavo di una famiglia nobile
- Shabi, riferito a un servitore di un hotogtu (呼圖克圖; titolo concesso dal Dalai Lama o dal Panchen Lama)